# Tis v Besedicích
Tis v Besedlicích je památný tis červený (Taxus baccata) stojící v osadě Dolní Zbirohy, při silnici spojující Rakousy a Vranové 1.díl, v katastrálním území Besedice (obec Koberovy) asi 5 km severovýchodně od města Turnov v okrese Jablonec nad Nisou.
- Stáří: 300 let
- Obvod: 230 cm
- Výška: 7 m
- Ev. č. ústř. seznamu OP 504011